# Zaprionus beninensis
Zaprionus beninensis är en tvåvingeart som beskrevs av Chassagnard och Tsacas 1993. Zaprionus beninensis ingår i släktet Zaprionus och familjen daggflugor.
Artens utbredningsområde är Benin. Inga underarter finns listade i Catalogue of Life.